# Damernas egen diplomat
Damernas egen diplomat är en tysk komedifilm med musikinslag från 1932 i regi av E.W. Emo med Marta Eggerth och Max Hansen i huvudrollerna, samt den kände tenorsångaren Leo Slezak i en stor biroll. Den svenska premiären ägde rum i april 1932. Filmen spelades in på nytt i en brittisk version 1934 som fick titeln How's Chances?, senare omdöpt till The Diplomatic Lover.

## Rollista
- Marta Eggerth - Hella
- Max Hansen - Fürst Windischberg
- Leo Slezak - Iwan Milhailow
- Anton Pointner - Von Rüstenberg
- Theo Lingen - Drage
- Hilde Hildebrand - Olga
- Albert Paulig - De Castellano
- Paul Morgan - Ahab
- Fritz Spira - översten